# Liste der Stolpersteine in Weener
Die Liste der Stolpersteine in Weener enthält alle Stolpersteine, die dort im Rahmen des gleichnamigen Projekts von Gunter Demnig bisher verlegt wurden. Mit ihnen soll an Opfer des Nationalsozialismus erinnert werden, die in Weener lebten und wirkten.

## Verlegte Stolpersteine
| Bild                                                        | Person, Inschrift | Adresse                                 | Verlege- datum | Weitere Informationen |
| ----------------------------------------------------------- | --- | --------------------------------------- | -------------- | --------------------- |
| Stolperstein für Moses Hess                                 | Hier wohnte Moses „Momo“ Hess Jg. 1861 Flucht 1938 Holland tot 2.11.1939 Leeuwarden                                                                                    | Am Hafen 3 ·                            | 12. Feb. 2019  |                       |
| Stolperstein für Amalia Hess                                | Hier wohnte Amalia „Malchen“ Hess geb. Kahn Jg. 1860 Flucht 1938 Holland interniert Westerbork deportiert 1943 Sobibor ermordet 23.7.1943                              | Am Hafen 3 ·                            | 12. Feb. 2019  |                       |
| Stolperstein für Theodor Hess                               | Hier wohnte Theodor Hess Jg. 1899 Flucht 1938 Holland interniert Westerbork deportiert 1943 Sobibor ermordet 9.7.1943                                                  | Am Hafen 3 ·                            | 12. Feb. 2019  |                       |
| Stolperstein für Simon Cossen                               | Hier wohnte Simon Cossen Jg. 1861 Flucht 1939 Holland interniert Westerbork tot 13.4.1943                                                                              | Am Hafen 13 ·                           | 12. Feb. 2019  |                       |
| Stolperstein für Gertrud Cossen                             | Hier wohnte Gertrud Cossen Jg. 1910 Flucht 1939 Holland interniert Westerbork deportiert 1942 Auschwitz ermordet 30.9.1942                                             | Am Hafen 13 ·                           | 12. Feb. 2019  |                       |
| Stolperstein für Titia Cossen                               | Hier wohnte Titia Cossen verh. Werner Jg. 1907 Flucht 1937 Holland interniert Westerbork deportiert 1944 Auschwitz ermordet 8.10.1944                                  | Am Hafen 13 ·                           | 12. Feb. 2019  |                       |
| Stolperstein für Albert Gerson                              | Hier wohnte Albert Gerson Jg. 1921 mit Fluchthilfe 1935 USA | Am Hafen 24 ·                           | 12. Feb. 2019  |                       |
| Stolperstein für Rosa Gerson                                | Hier wohnte Rosa Gerson geb. Schulenklopper Jg. 1889 Flucht 1937 USA                                                                                                   | Am Hafen 24 ·                           | 12. Feb. 2019  |                       |
| Stolperstein für Elfriede Gerson                            | Hier wohnte Elfriede Gerson Jg. 1917 Flucht 1937 USA | Am Hafen 24 ·                           | 12. Feb. 2019  |                       |
| Stolperstein für Margot Gerson                              | Hier wohnte Margot Gerson Jg. 1914 Flucht 1937 USA | Am Hafen 24 ·                           | 12. Feb. 2019  |                       |
| Stolperstein Weener Bahnhofstraße 2 Julchen Julie Arons     | HIER WOHNTE JULCHEN ´JULIE` ARONS GEB. HAMMERSCHLAG JG. 1901 FLUCHT 1936 PERU                                                                                          | Bahnhofstraße 2 · Weener ·              | 21. Okt. 2023  |                       |
| Stolperstein Weener Bahnhofstraße 2 Salomon Hammerschlag    | HIER WOHNTE SALOMON HAMMERSCHLAG JG. 1904 FLUCHT 1937 PERU | Bahnhofstraße 2 · Weener ·              | 21. Okt. 2023  |                       |
| Stolperstein Weener Bahnhofstraße 2 Riekchen Oppenheimer    | HIER WOHNTE RIEKCHEN OPPENHEIMER GEB. HAMMERSCHLAG JG. 1906 FLUCHT 1936 PERU                                                                                           | Bahnhofstraße 2 · Weener ·              | 21. Okt. 2023  |                       |
| Stolperstein Weener Bahnhofstraße 6 Moritz Abraham Arons    | HIER WOHNTE MORITZ ABRAHAM ARONS JG. 1867 FLUCHT 1938 HOLLAND INTERNIERT 1942 WESTERBORK TOT 3. JAN. 1943                                                              | Bahnhofstraße 6 · Weener ·              | 21. Okt. 2023  |                       |
| Stolperstein Weener Bahnhofstraße 6 Lea Arons               | HIER WOHNTE LEA ARONS GEB. ROSENBERG JG. 1875 FLUCHT 1938 HOLLAND INTERNIERT 1942 WESTERBORK DEPORTIERT 1943 AUSCHWITZ ERMORDET 12.2.1943                              | Bahnhofstraße 6 · Weener ·              | 21. Okt. 2023  |                       |
| Stolperstein Weener Graf Ulrich Straße 12 Joseph Pinto      | HIER WOHNTE JOSEPH PINTO JG. 1871 ´SCHUTZHAFT`1938 KZ SACHSENHAUSEN FLUCHT 1938 HOLLAND INTERNIERT 1943 WESTERBORK DEPORTIERT 1944 THERESIENSTADT ERMORDET 8.11.1944   | Graf Ulrich Straße 12 · Weener ·        | 21. Okt. 2023  |                       |
| Stolperstein Weener Graf Ulrich Straße 12 Else Pinto        | HIER WOHNTE ELSE ´ELLA` PINTO GEB. HERZBERG JG. 1882 FLUCHT 1938 HOLLAND DEPORTIERT 1943 AUSCHWITZ ERMORDET 24.1.1943                                                  | Graf Ulrich Straße 12 · Weener ·        | 21. Okt. 2023  |                       |
| Stolperstein Weener Graf Ulrich Straße 12 Regina Hoffmann   | HIER WOHNTE REGINA ´GINY` HOFFMANN GEB. PINTO JG. 1907 FLUCHT 1939 HOLLAND USA                                                                                         | Graf Ulrich Straße 12 · Weener ·        | 21. Okt. 2023  |                       |
| Stolperstein Weener Graf Ulrich Straße 12 Siegfried Pinto   | HIER WOHNTE SIEGFRIED ´FRED` PINTO JG. 1908 ´SCHUTZHAFT`1938 KZ SACHSENHAUSEN FLUCHT 1938 HOLLAND INTERNIERT 1939 WESTERBORK BEFREIT                                   | Graf Ulrich Straße 12 · Weener ·        | 21. Okt. 2023  |                       |
| Stolperstein Weener Graf Ulrich Straße 12 Walter Pinto      | HIER WOHNTE WALTER PINTO JG. 1910 ´SCHUTZHAFT`1938 KZ SACHSENHAUSEN FLUCHT 1938 HOLLAND ´AUF DER FLUCHT` ERSCHOSSEN 5.10.1943 GRONINGEN                                | Graf Ulrich Straße 12 · Weener ·        | 21. Okt. 2023  |                       |
| Stolperstein Weener Graf Ulrich Straße 12 Erich Pinto       | HIER WOHNTE ERICH PINTO JG. 1913 ´SCHUTZHAFT`1938 KZ SACHSENHAUSEN FLUCHT 1938 HOLLAND INTERNIERT 1939 WESTERBORK BEFREIT                                              | Graf Ulrich Straße 12 · Weener ·        | 21. Okt. 2023  |                       |
| Stolperstein Weener Graf Ulrich Straße 12 Betty Pinto       | HIER WOHNTE BETTY PINTO JG. 1919 FLUCHT 1938 HOLLAND INTERNIERT 1943 WESTERBORK DEPORTIERT 1944 THERESIENSTADT BEFREIT                                                 | Graf Ulrich Straße 12 · Weener ·        | 21. Okt. 2023  |                       |
| Stolperstein für Rosa Lazarus                               | Hier wohnte Rosa 'Roske' Lazarus Jg. 1892 Flucht1941 Holland versteckt überlebt                                                                                        | Hauptstraße 31, Stapelmoor ·            | 21. Okt. 2022  | [ 2 ]                 |
| Stolperstein für Samuel Lazarus                             | Hier wohnte Samuel 'Sammi' Lazarus Jg. 1887 unfreiwillig verzogen 1940 Hamburg deportiert 1943 Theresienstadt befreit                                                  | Hauptstraße 31, Stapelmoor ·            | 21. Okt. 2022  |                       |
| Stolperstein Weener Kirchhofstraße 20 Isidor Windmüller     | HIER WOHNTE ISIDOR WINDMÜLLER JG. 1874 UNFREIWILLIG VERZOGEN 1938 BERLIN DEPORTIERT 1942 GHETTO RIGA ERMORDET                                                          | Kirchhofstraße 20 · Weener ·            | 21. Okt. 2023  |                       |
| Stolperstein Weener Kirchhofstraße 20 Friederike Windmüller | HIER WOHNTE FRIEDERIKE WINDMÜLLER JG. 1900 UNFREIWILLIG VERZOGEN 1937 BREMEN DEPORTIERT 1943 AUSCHWITZ ERMORDET                                                        | Kirchhofstraße 20 · Weener ·            | 21. Okt. 2023  |                       |
| Stolperstein Weener Kirchhofstraße 20 Auguste Schönthal     | HIER WOHNTE AUGUSTE SCHÖNTHAL GEB. WINDMÜLLER JG. 1904 FLUCHT 1933 HOLLAND INTERNIERT WESTERBORK DEPORTIERT 1942 AUSCHWITZ ERMORDET 29.8.1942                          | Kirchhofstraße 20 · Weener ·            | 21. Okt. 2023  |                       |
| Stolperstein Weener Kirchhofstraße 20 Simon Windmüller      | HIER WOHNTE SIMON WINDMÜLLER JG. 1907 FLUCHT 1936 PERU | Kirchhofstraße 20 · Weener ·            | 21. Okt. 2023  |                       |
| Stolperstein für Meir Pels                                  | Hier wohnte Meir Pels Jg. 1847 unfreiwillig verzogen 1940 Altenheim Berlin Schicksal unbekannt                                                                         | Kreuzstraße 4, Weener ·                 | 21. Okt. 2022  | [ 3 ]                 |
| Stolperstein für Albert de Jonge                            | Hier wohnte Albert de Jonge Jg. 1903 Flucht 1933 Holland interniert Westerbork deportiert 1943 Sobibor ermordet 21.5.1943                                              | Kreuzstraße 4, Weener ·                 | 21. Okt. 2022  |                       |
| Stolperstein für Selma de Jonge geb. Hertz                  | Hier wohnte Selma de Jonge geb. Hertz Jg. 1877 Flucht 1939 Kanada | Kreuzstraße 4, Weener ·                 | 21. Okt. 2022  |                       |
| Stolperstein für Elise de Jonge                             | Hier wohnte Elise 'Liesel' de Jonge Jg. 1923 unfreiwillig verzogen 1940 Bremen deportiert 1941 Minsk ermordet 28.7.1942                                                | Kreuzstraße 4, Weener ·                 | 21. Okt. 2022  |                       |
| Stolperstein für Arno de Jonge                              | Hier wohnte Arno de Jonge Jg. 1914 unfreiwillig verzogen 1940 Bremen deportiert 1941 Minsk ermordet 28.7.1942                                                          | Kreuzstraße 4, Weener ·                 | 21. Okt. 2022  |                       |
| Stolperstein für Helene Rybier geb. de Jonge                | Hier wohnte Helene 'Leni' Rybier geb. de Jonge Jg. 1911 Flucht Jan. 1939 Polen Ghetto Warschau Schicksal unbekannt                                                     | Kreuzstraße 4, Weener ·                 | 21. Okt. 2022  |                       |
| Stolperstein für Madelaine Rybier                           | Hier wohnte Madelaine 'Mady' Rybier Jg. 1939 Flucht Jan 1939 Polen Ghetto Warschau Schicksal unbekannt                                                                 | Kreuzstraße 4, Weener ·                 | 21. Okt. 2022  |                       |
| Stolperstein für Rebecka de Jonge geb. Pels                 | Hier wohnte Rebecka de Jonge geb. Pels Jg. 1887 unfreiwillig verzogen 1940 Bremen deportiert 1941 Minsk ermordet 28.7.1942                                             | Kreuzstraße 4, Weener ·                 | 21. Okt. 2022  |                       |
| Stolperstein für Simon de Jonge                             | Hier wohnte Simon de Jonge Jg. 1874 unfreiwillig verzogen 1940 Bremen deportiert 1941 Minsk ermordet 28.7.1942                                                         | Kreuzstraße 4, Weener ·                 | 21. Okt. 2022  |                       |
| Stolperstein für Rahel Weinberg geb. Grünberg               | Hier wohnte Rahel Weinberg geb. Grünberg Jg.1875 unfreiwillig verzogen 1940 Bremen deportiert 1941 Minsk ermordet 28.7.1942                                            | Kommerzienrat-Hesse-Straße 7 · Weener · | 21. Okt. 2017  |                       |
| Stolperstein für Bernhard Baruch Weinberg                   | Hier wohnte Bernhard Baruch Weinberg Jg.1881 ‘Schutzhaft’ 1938 Sachsenhausen unfreiwillig verzogen 1940 Bremen deportiert 1941 Minsk ermordet 28.7.1942                | Kommerzienrat-Hesse-Straße 7 · Weener · | 21. Okt. 2017  |                       |
| Stolperstein für Max Grünberg                               | Hier wohnte Max Grünberg Jg.1888 unfreiwillig verzogen 1940 Bremen tot 4.9.1940                                                                                        | Kommerzienrat-Hesse-Straße 7 · Weener · | 21. Okt. 2017  |                       |
| Stolperstein für Annemarie Weinberg                         | Hier wohnte Annemarie 'Rosel' Weinberg Jg.1935 unfreiwillig verzogen 1940 Bremen deportiert 1941 Minsk ermordet 28.7.1942                                              | Kommerzienrat-Hesse-Straße 7 · Weener · | 21. Okt. 2017  |                       |
| Stolperstein für Karoline Weinberg                          | Hier wohnte Karoline 'Lilli' Weinberg Jg.1907 unfreiwillig verzogen 1940 Bremen deportiert 1941 Minsk ermordet 28.7.1942                                               | Kommerzienrat-Hesse-Straße 7 · Weener · | 21. Okt. 2017  |                       |
| Stolperstein Weener Mühlenstraße 31 Samuel de Jonge         | HIER WOHNTE SAMUEL DE JONGE JG. 1867 ´SCHUTZHAFT`1938 KZ SACHSENHAUSEN GEDEMÜTIGT / ENTRECHTET FLUCHT IN DEN TOD 29. NOV. 1939                                         | Mühlenstraße 31 · Weener ·              | 21. Okt. 2023  |                       |
| Stolperstein Weener Mühlenstraße 31 Rosa de Jonge           | HIER WOHNTE ROSA DE JONGE GEB. MEYER JG. 1878 HEILANSTALT OSNABRÜCK ´VERLEGT`21.9.1940 HEILANSTALT WUNSTORF 27.9.1940 BRANDENBURG / HAVEL ERMORDET 27.9.1940 AKTION T4 | Mühlenstraße 31 · Weener ·              | 21. Okt. 2023  |                       |
| Stolperstein Weener Mühlenstraße 31 Alfred de Jonge         | HIER WOHNTE ALFRED DE JONGE JG. 1908 ´SCHUTZHAFT`1938 KZ SACHSENHAUSEN FLUCHT 1939 ENGLAND USA                                                                         | Mühlenstraße 31 · Weener ·              | 21. Okt. 2023  |                       |
| Stolperstein Weener Mühlenstraße 31 Hans de Jonge           | HIER WOHNTE HANS ´HARRY` DE JONGE JG. 1909 ´SCHUTZHAFT`1938 KZ SACHSENHAUSEN FLUCHT 1939 ENGLAND USA                                                                   | Mühlenstraße 31 · Weener ·              | 21. Okt. 2023  |                       |
| Stolperstein für Johanne Jacobs geb. de Jonge               | Hier wohnte Johanne Jacobs geb. de Jonge Jg. 1875 deportiert 1942 Ghetto Warschau ermordet                                                                             | Neue Straße 2 · Weener ·                | 15. Nov. 2019  |                       |
| Stolperstein für Netta Jacobs                               | Hier wohnte Netta Jacobs Jg. 1907 Flucht 1937 Holland versteckt gelebt befreit                                                                                         | Neue Straße 2 · Weener ·                | 15. Nov. 2019  |                       |
| Stolperstein für Albert Jacobs                              | Hier wohnte Albert Jacobs Jg. 1908 Flucht 1937 Holland versteckt gelebt befreit                                                                                        | Neue Straße 2 · Weener ·                | 15. Nov. 2019  |                       |
| Stolperstein für Jacob Jacobs                               | Hier wohnte Jacob 'Menne' Jacobs Jg. 1912 Flucht 1937 Argentinien | Neue Straße 2 · Weener ·                | 15. Nov. 2019  |                       |
| Stolperstein für Eva de Jonge                               | Hier wohnte Eva de Jonge Jg. 1877 deportiert 1942 Ghetto Warschau ermordet                                                                                             | Neue Straße 2 · Weener ·                | 15. Nov. 2019  |                       |
| Stolperstein für Alfred van der Zyl                         | Hier wohnte Alfred van der Zyl Jg. 1907 Flucht 1938 Holland interniert Westerbork deportiert 1942 Auschwitz befreit                                                    | Neue Straße 15 · Weener ·               | 17. Okt. 2016  |                       |
| Stolperstein für Amalia van der Zyl                         | Hier wohnte Amalia van der Zyl geb. Hertz Jg. 1873 Flucht 1938 Holland interniert Westerbork tot 3.3.1943                                                              | Neue Straße 15 · Weener ·               | 17. Okt. 2016  |                       |
| Stolperstein für Immanuel Manfred van der Zyl               | Hier wohnte Immanuel Manfred van der Zyl Jg. 1941 deportiert 1942 Auschwitz ermordet 2.11.1942                                                                         | Neue Straße 15 · Weener ·               | 17. Okt. 2016  |                       |
| Stolperstein für Leo van der Zyl                            | Hier wohnte Leo van der Zyl Jg. 1938 interniert Westerbork deportiert 1942 Auschwitz ermordet 2.11.1942                                                                | Neue Straße 15 · Weener ·               | 17. Okt. 2016  |                       |
| Stolperstein für Lydia van der Zyl                          | Hier wohnte Lydia van der Zyl geb. Salomon Jg. 1909 Flucht 1938 Holland interniert Westerbork deportiert 1942 Auschwitz ermordet 2.11.1942                             | Neue Straße 15 · Weener ·               | 17. Okt. 2016  |                       |
| Stolperstein für Philipp Amos van der Zyl                   | Hier wohnte Philipp Amos van der Zyl Jg. 1937 Flucht 1938 Holland interniert Westerbork deportiert 1942 Auschwitz ermordet 2.11.1942                                   | Neue Straße 15 · Weener ·               | 17. Okt. 2016  |                       |
| Stolperstein für Philipp van der Zyl                        | Hier wohnte Philipp van der Zyl Jg. 1873 Flucht 1938 Holland interniert Westerbork deportiert 1943 Sobibor ermordet 20.3.1943                                          | Neue Straße 15 · Weener ·               | 17. Okt. 2016  |                       |
| Stolperstein Weener Neue Straße 18 Pauline de Jonge         | Hier wohnte Pauline de Jonge geb. Meyer Jg. 1877 deportiert 1942 Theresienstadt ermordet 27.8.1942                                                                     | Neue Straße 18 · Weener ·               | 23. Nov. 2021  |                       |
| Stolperstein Weener Neue Straße 18 Elise de Jonge           | Hier wohnte Elise de Jonge Jg. 1904 deportiert 1942 Theresienstadt 1944 Auschwitz ermordet                                                                             | Neue Straße 18 · Weener ·               | 23. Nov. 2021  |                       |
| Stolperstein Weener Neue Straße 18 Erna de Jonge            | Hier wohnte Erna de Jonge Jg. 1907 Flucht 1937 USA | Neue Straße 18 · Weener ·               | 23. Nov. 2021  |                       |
| Stolperstein für Caroline Leers                             | Hier wohnte Caroline Leers Jg. 1863 unfreiwillig verzogen 1938 Aurich deportiert 1942 Theresienstadt 1942 Treblinka ermordet                                           | Norderstraße 6 · Weener ·               | 15. Nov. 2019  |                       |
| Stolperstein für Victor Leers                               | Hier wohnte Victor Leers Jg. 1861 unfreiwillig verzogen 1938 Aurich deportiert 1942 Theresienstadt ermordet 29.7.1942                                                  | Norderstraße 6 · Weener ·               | 15. Nov. 2019  |                       |
| Stolperstein für Sara Leers geb. Goldschmidt                | Hier wohnte Sara Leers geb. Goldschmidt Jg. 1873 unfreiwillig verzogen 1938 Aurich deportiert 1942 Theresienstadt ermordet 21.3.1943                                   | Norderstraße 6 · Weener ·               | 15. Nov. 2019  |                       |
| Stolperstein für Abraham Gerson                             | Hier wohnte Abraham Gerson Jg. 1889 ‘Schutzhaft’ 1938 Sachsenhausen Flucht 1939 Argentinien                                                                            | Norderstraße 50 · Weener ·              | 15. Nov. 2019  |                       |
| Stolperstein für Betty Gerson                               | Hier wohnte Betty Gerson Jg. 1932 Flucht 1939 Argentinien | Norderstraße 50 · Weener ·              | 15. Nov. 2019  |                       |
| Stolperstein für Hanna Gerson geb. Altgenug                 | Hier wohnte Hanna Gerson geb. Altgenug Jg. 1897 Flucht 1939 Argentinien                                                                                                | Norderstraße 50 · Weener ·              | 15. Nov. 2019  |                       |
| Stolperstein für Hermann Gerson                             | Hier wohnte Hermann Gerson Jg. 1922 Flucht 1939 Argentinien | Norderstraße 50 · Weener ·              | 15. Nov. 2019  |                       |
| Stolperstein für Jettchen Gerson geb. Altgenug              | Hier wohnte Jettchen Gerson geb. Altgenug Jg. 1898 Flucht 1939 Argentinien                                                                                             | Norderstraße 50 · Weener ·              | 15. Nov. 2019  |                       |
| Stolperstein für Marga Gerson                               | Hier wohnte Marga Gerson Jg. 1923 Flucht 1939 Argentinien | Norderstraße 50 · Weener ·              | 15. Nov. 2019  |                       |
| Stolperstein für Meno Albert Gerson                         | Hier wohnte Meno Albert Gerson Jg. 1924 Flucht 1939 Argentinien | Norderstraße 50 · Weener ·              | 15. Nov. 2019  |                       |
| Stolperstein für Moritz Gerson                              | Hier wohnte Moritz Gerson Jg. 1893 ‘Schutzhaft’ 1938 Sachsenhausen Flucht 1939 Argentinien                                                                             | Norderstraße 50 · Weener ·              | 15. Nov. 2019  |                       |
| Stolperstein für Siegbert Gerson                            | Hier wohnte Siegbert Gerson Jg. 1921 Flucht 1939 Argentinien | Norderstraße 50 · Weener ·              | 15. Nov. 2019  |                       |
| Stolperstein für Benjamin Heinrich de Jonge                 | Hier wohnte Benjamin Heinrich de Jonge Jg. 1879 Flucht 1940 USA | Norderstraße 79 ·                       | 12. Feb. 2019  |                       |
| Stolperstein für Elisabeth Else de Jonge                    | Hier wohnte Elisabeth Else de Jonge geb. Strauss Jg. 1891 Flucht 1940 USA                                                                                              | Norderstraße 79 ·                       | 12. Feb. 2019  |                       |
| Stolperstein Weener Norderstraße 81 Alice Lina Gobas        | HIER WOHNTE ALICE LINA GOBAS GEB. PINKUSSON JG. 1895 FLUCHT 1938 HOLLAND INTERNIERT 1943 WESTERBORK DEPORTIERT AUSCHWITZ ERMORDET 3.9.1943                             | Norderstraße 81 · Weener ·              | 21. Okt. 2023  |                       |
| Stolperstein Weener Norderstraße 81 Ronald Michael Gobas    | HIER WOHNTE RONALD MICHAEL GOBAS JG. 1926 FLUCHT 1940 HOLLAND INTERNIERT WESTERBORK DEPORTIERT 1942 AUSCHWITZ ERMORDET 30.9.1942                                       | Norderstraße 81 · Weener ·              | 21. Okt. 2023  |                       |
| Stolperstein Weener Norderstraße 81 Walter Gobas            | HIER WOHNTE WALTER GOBAS JG. 1922 FLUCHT 1935 USA | Norderstraße 81 · Weener ·              | 21. Okt. 2023  |                       |
| Stolperstein Weener Risiusstraße 2 Samuel de Vries          | HIER WOHNTE SAMUEL DE VRIES JG. 1883 FLUCHT 1940 HOLLAND INTERNIERT WESTERBORK DEPORTIERT 1942 AUSCHWITZ ERMORDET 9.11.1942                                            | Risiusstraße 2 · Weener ·               | 21. Okt. 2023  |                       |
| Stolperstein Weener Risiusstraße 2 Else Lotte de Vries      | HIER WOHNTE ELSE LOTTE DE VRIES GEB. BLUMENTHAL JG. 1902 FLUCHT 1940 HOLLAND INTERNIERT 1943 WESTERBORK DEPORTIERT AUSCHWITZ ERMORDET                                  | Risiusstraße 2 · Weener ·               | 21. Okt. 2023  |                       |
| Stolperstein für Heinrich de Jonge                          | Hier wohnte Heinrich de Jonge Jg. 1913 Flucht 1937 Holland versteckt gelebt befreit                                                                                    | Süderstraße 3 · Weener ·                | 15. Nov. 2019  |                       |
| Stolperstein für Jeannette de Jonge geb. Hess               | Hier wohnte Jeannette de Jonge geb. Hess Jg. 1891 Flucht 1939 Holland versteckt gelebt befreit                                                                         | Süderstraße 3 · Weener ·                | 15. Nov. 2019  |                       |
| Stolperstein für Jakob de Jonge                             | Hier wohnte Jakob de Jonge Jg. 1874 seit 1933 mehrmals verhaftet Gefängnisse KZ entlassen 1938 Flucht 1938 Holland versteckt gelebt befreit                            | Süderstraße 3 · Weener ·                | 15. Nov. 2019  |                       |
| Stolperstein für Joachim Max de Jonge                       | Hier wohnte Joachim Max de Jonge Jg. 1925 Flucht 1938 Holland versteckt gelebt befreit                                                                                 | Süderstraße 3 · Weener ·                | 15. Nov. 2019  |                       |
| Stolperstein für Ruth de Jonge                              | Hier wohnte Ruth de Jonge Jg. 1921 Flucht 1938 Holland versteckt gelebt befreit                                                                                        | Süderstraße 3 · Weener ·                | 15. Nov. 2019  |                       |
| Stolperstein für Rosalie Israels geb. Salomons              | Hier wohnte Rosalie Israels geb. Salomons Jg. 1860 unfreiwillig verzogen 1940 Altenheim Berlin deportiert 1942 Theresienstadt ermordet 21.11.1942                      | Süderstraße 27, Weener ·                | 21. Okt. 2022  |                       |
| Stolperstein für Arnold Israels                             | Hier wohnte Arnold Israels Jg. 1894 Flucht 1933 Holland erschossen 10.5.19940 an der belgischen Grenze                                                                 | Süderstraße 27, Weener ·                | 21. Okt. 2022  |                       |
| Stolperstein für Edith Israels geb. Arons                   | Hier wohnte Edith Israels geb. Arons Jg. 1898 Flucht 1934 Holland interniert Westerbork deportiert 1943 Sobibor ermordet 16.7.1943                                     | Süderstraße 27, Weener ·                | 21. Okt. 2022  |                       |
| Stolperstein für Lore Louise Israels                        | Hier wohnte Lore Louise Israels Jg. 1925 Flucht 1934 Holland interniert Westerbork deportiert 1943 Sobibor ermordet 16.7.1943                                          | Süderstraße 27, Weener ·                | 21. Okt. 2022  |                       |
| Stolperstein für Louis Peter Israels                        | Hier wohnte Louis Peter Israels Jg. 1928 Flucht 1934 Holland interniert Westerbork deportiert 1943 Sobibor ermordet 16.7.1943                                          | Süderstraße 27, Weener ·                | 21. Okt. 2022  |                       |
| Stolperstein für Lazarus Löwenstein                         | Hier wohnte Lazarus Löwenstein Jg. 1871 unfreiwillig verzogen 1940 Berlin deportiert 1942 Theresienstadt 1942 Treblinka ermordet                                       | Süderstraße 57, Weener ·                | 21. Okt. 2022  |                       |
| Stolperstein für Bertha Löwenstein geb. Van der Walde       | Hier wohnte Bertha Löwenstein geb. Van der Walde Jg. 1870 unfreiwillig verzogen 1940 Berlin deportiert 1942 Theresienstadt 1942 Treblinka ermordet                     | Süderstraße 57, Weener ·                | 21. Okt. 2022  |                       |
| Stolperstein für Minna Löwenstein verh. Goldschmidt         | Hier wohnte Minna Löwenstein verh. Goldschmidt Jg. 1902 Flucht 1939 Palästina                                                                                          | Süderstraße 57, Weener ·                | 21. Okt. 2022  |                       |
| Stolperstein für Rosa Löwenstein verh. Jacobs               | Hier wohnte Rosa Löwenstein verh. Jacobs Jg. 1904 unfreiwillig verzogen 1940 Berlin deportiert 1943 ermordet in Auschwitz                                              | Süderstraße 57, Weener ·                | 21. Okt. 2022  |                       |
| Stolperstein für Martha Löwenstein verh. Wolff              | Hier wohnte Martha Löwenstein verh. Wolff Jg. 1908 unfreiwillig verzogen 1940 Berlin deportiert 1943 ermordet in Auschwitz                                             | Süderstraße 57, Weener ·                | 21. Okt. 2022  |                       |
| Stolperstein für Josef Arons                                | Hier wohnte Josef Arons Jg. 1861 gedemütigt/entrechtet unfreiwillig verzogen 1940_Berlin tot 6.4.1943                                                                  | Süderstraße 44, Weener ·                | 21. Okt. 2022  |                       |
| Stolperstein für Sophie Arons geb. Israels                  | Hier wohnte Sophie Arons geb. Israels Jg. 1865 unfreiwillig verzogen 1940_Berlin Schicksal unbekannt                                                                   | Süderstraße 44, Weener ·                | 21. Okt. 2022  |                       |
| Stolperstein für Helene Arons                               | Hier wohnte Helene 'Leni' Arons Jg. 1891 unfreiwillig verzogen 1940_Berlin Schicksal unbekannt                                                                         | Süderstraße 44, Weener ·                | 21. Okt. 2022  |                       |
| Stolperstein für Hans-Joachim Arons                         | Hier wohnte Hans-Joachim Arons Jg. 1914 unfreiwillig verzogen 1934 Jatrow/Schneidemühl verhaftet 1936 Buchenwald Flucht 1938 Shanghai                                  | Süderstraße 44, Weener ·                | 21. Okt. 2022  |                       |
| Stolperstein für Martha Arends                              | Hier wohnte Martha Arends geb. Steinberg Jg. 1876 deportiert 1942 Theresienstadt befreit                                                                               | Westerstraße 12 · Weener ·              | 23. Nov. 2021  |                       |
| Stolperstein für Minna Arends                               | Hier wohnte Minna Arends Jg. 1868 deportiert 1942 Theresienstadt ermordet 29.3.1944                                                                                    | Westerstraße 12 · Weener ·              | 23. Nov. 2021  |                       |
| Stolperstein für Ludwig Arends                              | Hier wohnte Ludwig 'Lulu' Arends Jg. 1904 Flucht 1933 Palästina USA | Westerstraße 12 · Weener ·              | 23. Nov. 2021  |                       |
| Stolperstein für Luise Arends                               | Hier wohnte Luise Arends Jg. 1905 Flucht 1933 Holland interniert Westerbork deportiert 1943 Auschwitz ermordet 31.1.1944                                               | Westerstraße 12 · Weener ·              | 23. Nov. 2021  |                       |
| Stolperstein für Therese Arends                             | Hier wohnte Therese Arends Jg. 1908 Flucht 1933 Holland Shanghai USA                                                                                                   | Westerstraße 12 · Weener ·              | 23. Nov. 2021  |                       |
| Stolperstein für Hermann Arends                             | Hier wohnte Hermann Arends Jg. 1913 Flucht 1938 USA | Westerstraße 12 · Weener ·              | 23. Nov. 2021  |                       |
| Stolperstein für Levie Löwenstein                           | Hier wohnte Levie Löwenstein Jg. 1868 Flucht 1939 Holland interniert Westerbork deportiert 1942 Auschwitz ermordet 17.9.1942                                           | Westerstraße 30 · Weener ·              | 23. Nov. 2021  |                       |
| Stolperstein für Emma Löwenstein                            | Hier wohnte Emma Löwenstein geb. Weinberg Jg. 1872 Flucht 1939 Holland tot 31.5.1939                                                                                   | Westerstraße 30 · Weener ·              | 23. Nov. 2021  |                       |
| Stolperstein für Max Löwenstein                             | Hier wohnte Max Löwenstein Jg. 1899 Flucht 1937 Holland interniert Westerbork deportiert 1942 Auschwitz ermordet 21.1.1945                                             | Westerstraße 30 · Weener ·              | 23. Nov. 2021  |                       |
| Stolperstein für Dagobert Löwenstein                        | Hier wohnte Dagobert Löwenstein Jg. 1908 Flucht 1938 Argentinien | Westerstraße 30 · Weener ·              | 23. Nov. 2021  |                       |
| Stolperstein für Walter Benima                              | Hier wohnte Walter Benima Jg. 1911 Flucht 1933 Holland USA | Westerstraße 31 · Weener ·              | 23. Nov. 2021  |                       |
| Stolperstein für Sally Boley                                | Hier wohnte Sally Boley Jg. 1889 unfreiwillig verzogen 1939 Schönlanke deportiert 1943 Theresienstadt 1944 Auschwitz ermordet                                          | Westerstraße 32 · Weener ·              | 23. Nov. 2021  |                       |
| Stolperstein für Jenny Boley                                | Hier wohnte Jenny Boley geb. Weinberg Jg. 1887 unfreiwillig verzogen 1939 Schönlanke deportiert 1943 Theresienstadt 1944 Auschwitz ermordet                            | Westerstraße 32 · Weener ·              | 23. Nov. 2021  |                       |
| Stolperstein für Jakob Boley                                | Hier wohnte Jakob Boley Jg. 1923 unfreiwillig verzogen 1939 Ahlem deportiert 1942 Piaski ermordet                                                                      | Westerstraße 32 · Weener ·              | 23. Nov. 2021  |                       |
| Stolperstein für Jakob Aarons                               | Hier wohnte Jakob Arons Jg. 1869 Flucht 1938 Peru | Westerstraße 34 · Weener ·              | 23. Nov. 2021  |                       |
| Stolperstein für Bertha Aarons                              | Hier wohnte Bertha Arons geb. Dobrin Jg. 1874 Flucht 1938 Peru | Westerstraße 34 · Weener ·              | 23. Nov. 2021  |                       |
| Stolperstein für Albert Aarons                              | Hier wohnte Albert Arons Jg. 1898 Flucht 1936 Peru | Westerstraße 34 · Weener ·              | 23. Nov. 2021  |                       |
| Stolperstein für Abraham de Vries                           | Hier wohnte Abraham de Vries Jg.1866 deportiert 1942 Theresienstadt ermordet 12.1.1943                                                                                 | Westerstraße 41a · Weener ·             | 21. Okt. 2017  |                       |
| Stolperstein für Jürgen Adolf de Vries                      | Hier wohnte Jürgen Adolf de Vries Jg.1930 deportiert 1941 Riga ermordet                                                                                                | Westerstraße 41a · Weener ·             | 21. Okt. 2017  |                       |
| Stolperstein für Wilhelm de Vries                           | Hier wohnte Wilhelm de Vries Jg.1927 deportiert 1941 Riga ermordet | Westerstraße 41a · Weener ·             | 21. Okt. 2017  |                       |
| Stolperstein für Hilde de Vries                             | Hier wohnte Hilde de Vries Jg.1925 deportiert 1941 Riga ermordet | Westerstraße 41a · Weener ·             | 21. Okt. 2017  |                       |
| Stolperstein für Sophie de Vries geb. Jacobs                | Hier wohnte Sophie de Vries geb. Jacobs Jg.1897 deportiert 1941 Riga ermordet                                                                                          | Westerstraße 41a · Weener ·             | 21. Okt. 2017  |                       |
| Stolperstein für Moritz de Vries                            | Hier wohnte Moritz de Vries Jg.1896 verhaftet 1935 Esterwegen entlassen 1936 Flucht 1939 USA                                                                           | Westerstraße 41a · Weener ·             | 21. Okt. 2017  |                       |
| Stolperstein für Daniel de Vries                            | Hier wohnte Daniel de Vries Jg.1907 Flucht 1938 USA | Westerstraße 41a · Weener ·             | 21. Okt. 2017  |                       |
| Stolperstein für Mathilde de Vries geb. Cohen               | Hier wohnte Mathilde de Vries geb. Cohen Jg.1871 deportiert 1942 Theresienstadt befreit                                                                                | Westerstraße 41a · Weener ·             | 21. Okt. 2017  |                       |
| Stolperstein für Rahel Gerson                               | Hier wohnte Rahel Gerson Jg. 1857 Zwangsumzug 1940 Emden israelitisches Altenheim tot 19.4.1940                                                                        | Westerstraße 45 · Weener ·              | 23. Nov. 2021  |                       |
| Stolperstein Weener Westerstraße 51 Estella Meyer           | HIER WOHNTE ESTELLA STELLA MEYER JG. 1861 DEPORTIERT 1942 THERESIENSTADT ERMORDET 30.8.1942                                                                            | Westerstraße 51 · Weener ·              | 21. Okt. 2023  |                       |